# Presa de Foz Côa
La Presa de Foz Côa es una obra de ingeniería hidroeléctrica portuguesa situada en el municipio de Vila Nova de Foz Côa, distrito de Guarda.
Los trabajos de construcción fueron suspendidos el 17 de enero de 1996 puesto que la finalización de la presa implicaría anegar el yacimiento de arte rupestre prehistórico del valle del Coa, declarado Patrimonio de la Humanidad por la Unesco en 1998 junto con el yacimiento español de Siega Verde, en el valle del Águeda, de características similares.